# رنایکو
رنایکو (به اسپانیایی: Renaico) یک شهرستان و تقسیمات کشوری سطح دوم در شیلی است که در مایکو واقع شده‌است. رنایکو ۲۶۷٫۴ کیلومتر مربع مساحت و ۹٬۸۵۰ نفر جمعیت دارد و ۵۵ متر بالاتر از سطح دریا واقع شده‌است.